# Tau Librae
Tau Librae (τ Librae, förkortat Tau Lib, τ Lib) som är stjärnans Bayerbeteckning, är en dubbelstjärna belägen i den södra delen av stjärnbilden Vågen. Den har en skenbar magnitud på 3,68 och är synlig för blotta ögat. Baserat på parallaxmätning inom Hipparcosuppdraget på ca 8,9 mas, beräknas den befinna sig på ett avstånd av ca 367 ljusår (112 parsek) från solen.

## Egenskaper
Tau Librae är en blå stjärna av spektralklass B2,5 V. Den har en massa som är 7,25 gånger större än solens massa och en uppskattad radie som 3,2 gånger större än solens. Den utsänder från dess fotosfär 2,7 gånger mera energi än solen vid en effektiv temperatur på ca 18 000 K.
Att döma av stjärnans rörelse genom rymden och fysikaliska egenskaper är den medlem i gruppen Upper Scorpius Centaurus Association. Den är en dubbelsidig  spektroskopisk dubbelstjärna med en omloppsperiod på endast 3,3 dygn och en excentricitet på 0,28. Primärstjärnan Tau Librae A är endast 31,5 miljoner år gammal och roterar relativt snabbt med en prognostiserad rotationshastighet på 134 km/s. Den avger ett överskott av infraröd strålning, vilket tyder på närvaro av en omkretsande skiva av stoft.